# SeatGeek Stadium
Das SeatGeek Stadium ist ein Fußballstadion in der US-amerikanischen Stadt Bridgeview im Bundesstaat Illinois. Bridgeview liegt etwa 19 km vom Stadtzentrum Chicagos entfernt. Die Anlage wurde am 11. Juni 2006 eröffnet und war die Heimat des Fußball-Franchise Chicago Fire aus der MLS, das jedoch nach der Saison 2019 ins Soldier Field zurückzog.
Aktuell ist es das Stadion der Frauenfußballmannschaft Chicago Red Stars aus der NWSL. Außerdem trägt das Frauen-Footballteam der Chicago Bliss (LFL) seine Heimspiele hier aus. Die Baukosten beliefen sich auf 98 Mio. US-Dollar.

## Das Stadion
Der Eigentümer des Stadions ist der Ort Bridgeview. Verwaltet wird das Stadion von der privaten Investmentfirma Andell Holdings. Die Spielstätte bietet 20.000 größtenteils überdachte Plätze. Bei Konzerten steigt diese Kapazität auf 28.000 Besucher. Die erste Zuschauerreihe ist weniger als drei Meter vom Spielfeld entfernt. Im Stadion gibt es eine permanente Bühne für Konzerte. Innerhalb von 18 Stunden kann das Stadion vom Fußballstadion zur Konzertarena oder umgekehrt umgebaut werden. Zu den weiteren Einrichtungen der Fußballarena gehören 34 Suiten, sechs Bühnen-Suiten (für Sportveranstaltungen) und 42 Büroräume, in denen auch die Geschäftsstelle von Chicago Fire untergebracht ist. Des Weiteren beherbergt das Stadion die Illinois Soccer Hall of Fame.
Laut Chicago-Fire-Präsident John Guppy kann das Stadion um weitere 10.000 Plätze ausgebaut werden, ohne den laufenden Spielbetrieb zu stören. Für diesen Schritt muss ein zweiter Rang auf die Nordtribüne (Harlem End) aufgesetzt werden. Momentan gibt es aber keine Pläne für einen Stadionausbau.
Im Juni 2006 wurde der japanische Automobilhersteller Toyota Namenssponsor der Sportstätte. 2016 lief der Vertrag aus und Toyota hatte kein Interesse an der Fortführung der Vereinbarung. Der Name Toyota Park blieb aber bestehen. Am 19. April 2018 gab die Stadt Bridgeview als Besitzer bekannt, dass die Anlage nach Abschluss der Saison 2018 den Namen SeatGeek Stadium erhalten wird. SeatGeek ist eine Plattform für den Weiterverkauf von Eintrittskarten. Jährlich soll Chicago Fire dafür zwei bis drei Mio. US-Dollar erhalten.
Chicago Fire verließ das SeatGeek Stadium nach der Saison 2019. Dafür zahlt das Franchise 60,5 Mio. US-Dollar. Nach einer anfänglichen Zahlung von 10 Mio. US-Dollar wird die weitere Summe in Raten innerhalb von 15 Jahren gezahlt. Als Trainingsstätte wird es weiterhin vom Club genutzt. Für die Nutzung zahlt Chicago Fire über fünf Jahre jährlich eine Mio. US-Dollar an die Stadt. In der Saison 2020 wird das Franchise seine Heimpartien in dem im Chicagoer Stadtteil Near South Side liegenden Soldier Field, der Heimat der Chicago Bears mit 61.500 Plätzen, austragen. Indes plant das Franchise den Bau eines Fußballstadions im Stadtzentrum.

## Wichtige Spiele
Am 5. August 2006 wurde das MLS All-Star Game im Toyota Park ausgetragen. Das MLS All-Star Team schlug den englischen Meister FC Chelsea mit 1:0. Laut dem TV-Sender ESPN war das Stadion mit 21.210 Zuschauern ausverkauft.

### Länderspiele
Die Fußballnationalmannschaft der Vereinigten Staaten bestritt bisher zwei Spiele im SeatGeek Stadium:
- 10. September 2008:  Vereinigte Staaten –  Trinidad und Tobago 3:0 (Qualifikation zur Fußball-WM 2010)
- 11. Oktober 2016:  Vereinigte Staaten –  Panama 1:0 (Freundschaftsspiel)

Die Frauen-Fußballnationalmannschaft der Vereinigten Staaten trug bisher fünf Spiele im SeatGeek Stadium aus. Während des CONCACAF Women’s Gold Cup 2014 fanden insgesamt vier Vorrundenspiele im Stadion statt.
- 27. August 2006:  Vereinigte Staaten –  Volksrepublik China 4:1 (Freundschaftsspiel)
- 20. September 2008:  Vereinigte Staaten –  Irland 2:0 (Achieve Your Gold Tour 2008)
- 27. November 2010:  Vereinigte Staaten –  Italien 1:0 (WM-Playoff-Rückspiel)
- 20. Oktober 2012:  Vereinigte Staaten –  Deutschland 1:1 (Freundschaftsspiel)
- 17. Oktober 2014:  Vereinigte Staaten –  Guatemala 5:0 (CONCACAF Women’s Gold Cup 2014)

## Galerie

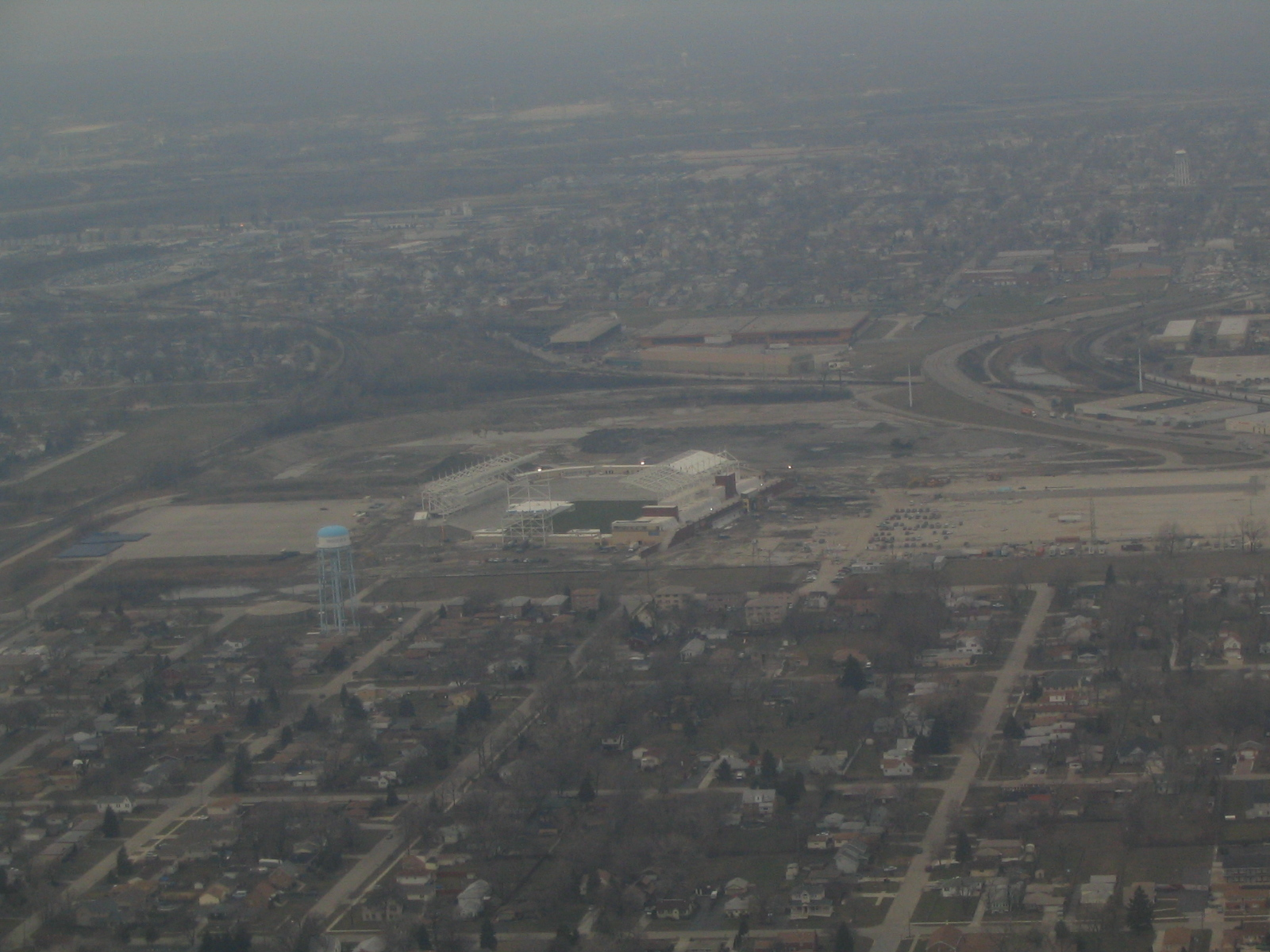
Blick aus der Ferne (2006)
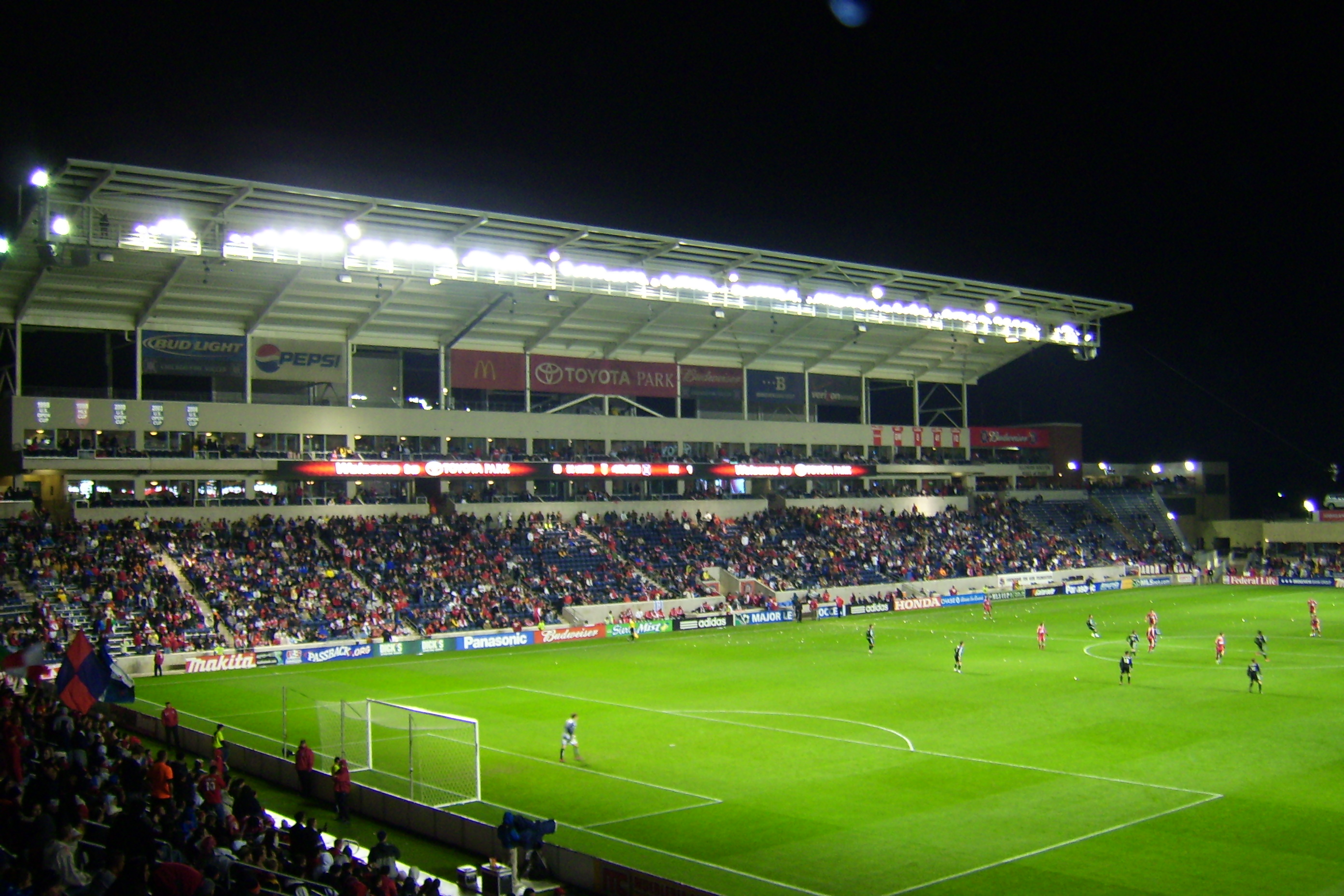
Das Stadion bei einem Abendspiel des Chicago Fire (2007)
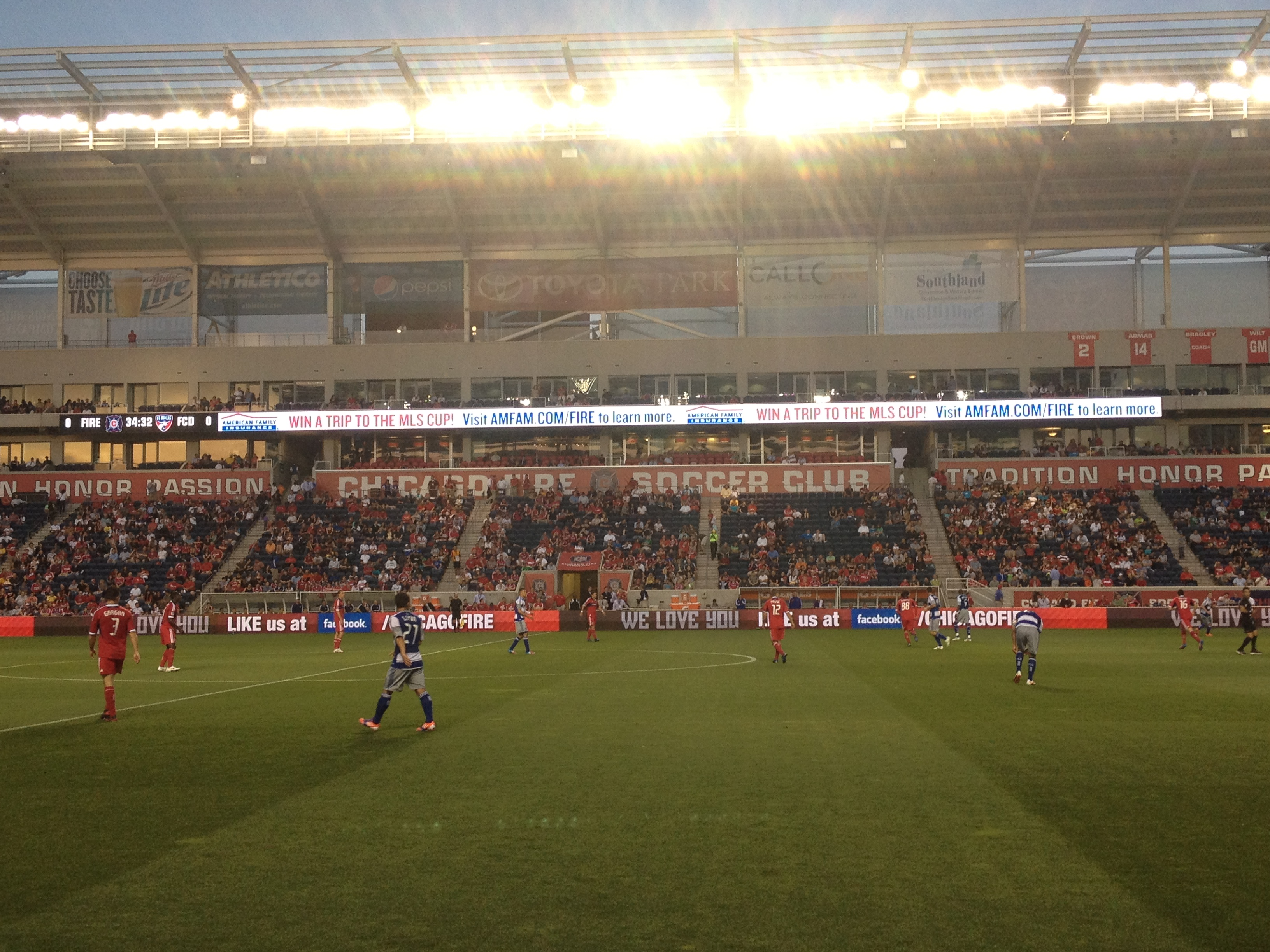
Heimspiel von Chicago Fire im Toyota Park am 23. Mai 2012
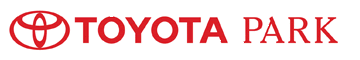
Logo bis 2018